# Piosenki z ulicy
Piosenki z ulicy – to solowy album Macieja Maleńczuka.

## Lista utworów
1. St. James Infirmary
2. Pan Maleńczuk
3. Pierwszy dzień w pudle
4. Mirek Jankowski
5. W tym mieście trudno jest żyć
6. Luty 1989
7. Armia
8. Józef Kania
9. Rebeka i Zenek
10. Ramblin’ on My Mind